# 2013年拉格曼地震
2013年拉格曼地震是發生在當地時間2013年4月24日17點23分（09:25 UTC），震央位於阿富汗東面的拉格曼省，芮氏地震規模為5.6。在首都喀布爾和巴基斯坦也感受到震動，而同日拉格曼省也發生水災，地震及水災共造成33人死及超過120人受傷。